# Sewada Arzumanian
Sewada Arzumanian, orm. Սեւադա Արզումանյան, ros. Севада Яковлевич (Акопович) Арзуманян, Siewada Jakowlewicz (Akopowicz) Arzumanian (ur. 24 maja 1969 w Erywaniu, Armeńska SRR) – ormiański piłkarz, grający na pozycji napastnika, a wcześniej pomocnika, trener piłkarski.

## Kariera piłkarska
W 1988 rozpoczął karierę piłkarską w Iskrze Erywań. Potem występował w klubach Prometej Erywań, Ararat-2 Erywań, Spitak FA i Kilikia Erywań. Latem 1992 został zaproszony do Araratu Erywań, w którym grał przez 4 lata. Następnie bronił barw klubów Kotajk Abowian, CSKA Erywań, Wan Erywań i Erebuni Erywań. W pierwszej połowie sezonu 1998/99 reprezentował mołdawski klub Constructorul Kiszyniów. Zimą 1999 przeszedł do Karabachu Erywań, ale po pół roku przeniósł się do Zwartnoc-AAL Erywań, w którym zakończył karierę piłkarza w roku 2002.

## Kariera trenerska
Po zakończeniu kariery piłkarza rozpoczął pracę szkoleniowca. W latach 2003–2004 trenował Ararat Erywań. W 2006 stał na czele Ulissu Erywań, ale już po pół roku przeniósł się do Dinama Erywań, z którym pracował do 2007. W 2007 powrócił do sztabu szkoleniowego Ulissu Erywań, a po 4 kolejce rundy wiosennej 2008 roku objął prowadzenie klubem. Również pracował z juniorską reprezentację Armenii. 13 sierpnia 2012 podał się do dymisji, i zmienił na stanowisko dyrektora technicznego Ulissu. We wrześniu 2012	został mianowany na głównego trenera Gandzasaru Kapan, a w kwietniu 2014 został zwolniony z zajmowanego stanowiska.

## Sukcesy i odznaczenia

### Sukcesy piłkarskie
Ararat Erywań
- mistrz Armenii: 1993, 1995
- brązowy medalista Mistrzostw Armenii: 1994
- zdobywca Pucharu Armenii: 1993, 1994, 1995

Erebuni Erywań
- brązowy medalista Mistrzostw Armenii: 1998

Zwartnoc-AAL Erywań
- wicemistrz Armenii: 2001
- finalista Pucharu Armenii: 2000, 2002

### Sukcesy trenerskie
Uliss Erywań
- mistrz Armenii: 2011
- brązowy medalista Mistrzostw Armenii: 2009, 2010